# Mousse de maracujá

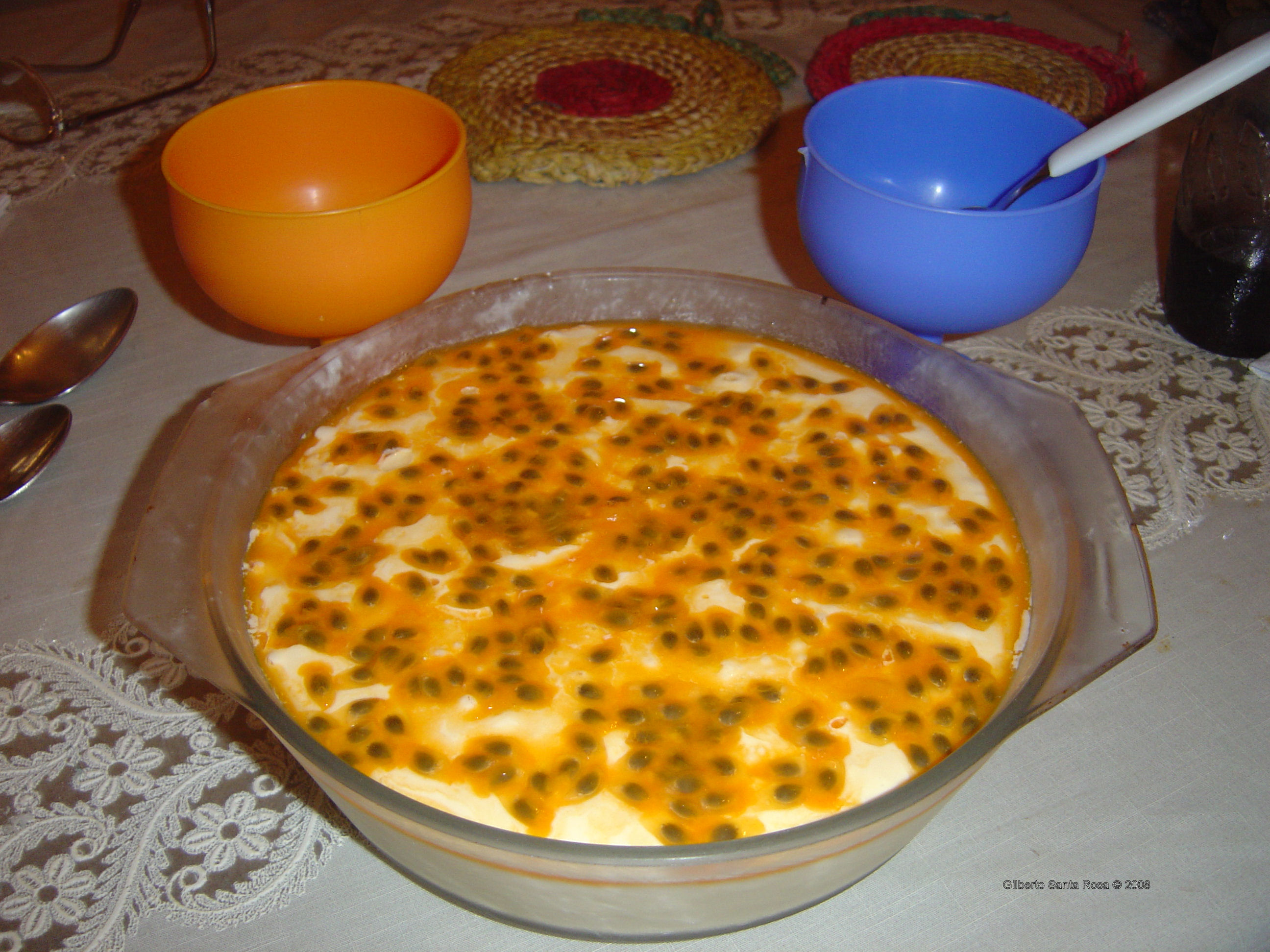
Mousse de maracujá.

Mousse de maracujá (em português:  mousse de maracujá, às vezes escrito musse) é um tipo de mousse feito com maracujá da culinária brasileira. Geralmente,  é menos aerado do que as versões tradicionais.
Existe uma variedade de receitas, mas geralmente é feito com gelatina, clara de ovo, leite condensado e suco concentrado de maracujá. Muitas vezes também é adicionado creme, durante a preparação, ou ao lado da mousse preparada; o açúcar às vezes também é usado.

## História
No início dos anos 60, a filial brasileira da Nestlé enfrentava a queda nas vendas do Leite Moça, sua marca de leite condensado. A partir de 1961, a Nestlé começou a organizar cursos de culinária e fez parcerias com escolas de culinária para promover o Leite Moça. Algo que se tornou muito bem-sucedido: a Nestlé viu um crescimento de menos de 10% das receitas nos cursos que integravam o Leite Moça em 1961, para mais de 70% dos cursos que usavam-no de alguma forma em 1964.
Isso afetou a culinária brasileira, especialmente as sobremesas: receitas que antes eram muito semelhantes às europeias foram adaptadas e modificadas para o uso do leite condensado. No caso da mousse, ela ficou mais espessa e menos aerada, com um tempo de cozimento menor.
Pouco tempo depois, as receitas de mousse de maracujá começam a aparecer; exemplos datam de 1962.